# Le Marathon de l'espoir
Le Marathon de l’espoir est le nom qui fut donné à la traversée qu'entreprit Terry Fox, d'un bout à l'autre du Canada, en 1980. Le Marathon de l’espoir est commémoré chaque année à l'échelle internationale par la Course Terry Fox (organisée lors de la journée Terry Fox), dans le but d'amasser des fonds pour la recherche contre le cancer.

## L'objectif
Le but initial du marathon était d'amasser une somme de 1 million de dollars pour la donner à la recherche contre le cancer. Après avoir atteint Port-aux-Basques sur l'île de Terre-Neuve, Terry Fox changea son but d'amasser 1 million de dollars pour celui de récolter 1 dollar par personne vivant au Canada soit 25 millions de dollars.

## Le déroulement de la course
Commençant à Terre-Neuve, Terry Fox envisageait de courir à travers le pays en finissant sa course sur l'île de Vancouver soit une distance de plus de 5000 kilomètres (3107 miles) à un rythme de 41 kilomètres (26 miles) par jour. Malheureusement, le cancer de Terry Fox refit surface lors de son retour. Il fut alors contraint à cesser sa course le 1er septembre 1980 à la limite de Thunder Bay en Ontario.

### Au commencement
Terry Fox entama son marathon lors de la journée brumeuse du 12 avril 1980 à Saint-Jean de Terre-Neuve. Il l'a commencé par le geste symbolique de tremper sa jambe artificielle dans l'Océan Atlantique (en référence à la devise nationale du Canada « A Mari Usque Ad Mare » qui signifie littéralement « D'un océan à l'autre »). Le commencement de la course fut souligné par une petite fanfare. Une seule équipe télévisée (du réseau CBC) assista à son départ. En ce premier jour, il fut rejoint par le maire de St John's qui courut avec lui une portion du marathon.
Le neuvième jour de sa course, pendant qu'il courait dans Gambo à Terre-Neuve, Terry fut cité comme disant :
« It was an exciting day in Gambo. People came and lined up and gave me ten, twenty bucks just like that. And that's when I knew that the Run had unlimited potential. »
« La journée fut excitante dans la ville de Gambo. Des gens sont venus et se sont alignés pour me donner dix, vingt dollars juste comme ça. Et c'est à ce moment que je compris que la Course avait un potentiel illimité. »
Deux semaines plus tard, lorsqu'il était à Port-aux-Basques à Terre-Neuve, l'idée de Fox d'amasser 1 $ par habitant du Canada était née. En moins de deux heures, la communauté de 10 000 personnes amassa 10 000 $ ce qui correspondait à l'objectif de un pour un.

### Lorsque Fox atteint le Canada central
Le 10 juin, Terry atteint la Province de Québec. Toujours inconnu des foules, il trouva difficile d'avoir à subir l'attitude des conducteurs impolis qui le klaxonnaient ou même lui roulaient quasiment dessus. Certain crurent qu'il était un auto-stoppeur et lui offrirent de le transporter. Lors de son parcours à Montréal, il gagna davantage l'attention des médias et du public.

### À Toronto
Au moment où Terry atteignit finalement Toronto, il était devenu un phénomène médiatique. Les rues des villes étaient longées de milliers de supporteurs et plus 10 000 personnes se mobilisèrent à l'Hôtel de ville de Toronto. Ses exploits commencèrent alors à gagner l'attention internationale. Il fut interviewé (pendant qu'il courait) par l'émission télévisée That's Incredible! alors populaire.

### À la fin
Le 1er septembre 1980, il cessa de courir. Une difficulté à respirer l'empêcha de courir davantage. Terry visita l'hôpital local où un cancer des poumons fut diagnostiqué. À cause de sa santé précaire découlant de son cancer et de l'épuisement causé par la course, il dut mettre fin à son parcours à travers le Canada. À ce moment, il avait à son actif une course de 143 jours consécutifs pour un total de 5 373 km.

## Après la course
Par la suite, il retourna pour des traitements médicaux avancés. Pendant qu'il était à l'hôpital, Terry reçut un télégramme de la part du chef de la direction de l'hôtel Four Seasons Isadore Sharp (qui avait récemment perdu son fils dans sa bataille contre le cancer) lui disant que son Marathon de l'espoir serait continué en son honneur avec une course annuelle et que cette course ne serait pas arrêtée tant que le rêve de Terry de vaincre définitivement le cancer ne serait pas réalisé.
Aujourd'hui, une statue de taille réelle de Terry Fox en mouvement est située à l'endroit où il fut contraint d'arrêter sa course, sur la Route transcanadienne.